# Stazione di Castel Bolognese
La stazione di Castel Bolognese era la stazione capolinea della 
ferrovia Castel Bolognese-Riolo Bagni che collegava il centro abitato di Castel Bolognese alla località termale di Riolo.

## Storia
La stazione, denominata "Castel Bolognese", fu aperta nel 1914 in concomitanza con l'attivazione della linea FVS per Riolo e venne raccordata all'omonima stazione della linea Bologna-Ancona. Venne chiusa nel 1933 in conseguenza della dismissione della ferrovia del Senio.

## Strutture ed impianti
Il fabbricato viaggiatori di Castel Bolognese della FVS era una imponente struttura su due livelli costruita di fronte a quella dell'edificio di stazione omonimo delle Ferrovie dello Stato con la quale condivideva parte del piazzale; la linea in partenza si distaccava da esso con un'ampia curva  verso la via Emilia. La stazione era raccordata con le Ferrovie dello Stato e disponeva di scalo merci, piattaforma girevole, torre dell'acqua e rifornitore per le locomotive a vapore.

## Servizi
- Biglietteria
- Sala di attesa
- Sottopassaggio
- Bar D.L.F.
- Servizi igienici
- Capolinea autobus
- TAXI